# グリコーゲンシンターゼ
グリコーゲンシンターゼまたはグリコーゲン合成酵素（英: glycogen synthase、UDP-glucose-glycogen glucosyltransferase）は、グルコースをグリコーゲンに変換するグリコーゲン合成過程における重要な酵素であり、主にUDP-グルコースと(1,4-α-D-glucosyl)nからUDPと(1,4-α-D-glucosyl)n+1を産生する糖転移酵素（グリコシルトランスフェラーゼ、EC 2.4.1.11）である。

## 構造
グリコーゲン分解の主要な調節酵素であるグリコーゲンホスホリラーゼについては、その構造や機能について多くの研究がなされている。一方、グリコーゲン合成の主要な調節酵素であるグリコーゲンシンターゼの構造については知られていることはずっと少ない。しかし、アグロバクテリウム Agrobacterium tumefaciens のグリコーゲンシンターゼの結晶構造が2.3 Åの分解能で決定されている。非対称型のグリコーゲンシンターゼは二量体を形成しており、各単量体は2つのロスマンフォールドドメインから構成されている。この構造的性質は、グリコーゲンホスホリラーゼなどの関連酵素や他のGT-Bスーパーファミリーのグリコシルトランスフェラーゼと共通している。しかしながら、より最近に解かれた出芽酵母 Saccharomyces cerevisiae のグリコーゲンシンターゼの結晶構造では二量体同士が相互作用し四量体を形成している。特に、サブユニット間の相互作用はα15/16ヘリックスペアによって媒介され、二量体の組み合わせの1つではサブユニット間にアロステリック部位が、他の二量体の組み合わせではサブユニット間に活性部位が形成される。真核生物のグリコーゲンシンターゼの構造は種間で高度に保存されているため、ヒトのグリコーゲンシンターゼも同様に四量体を形成している可能性が高い。
グリコーゲンシンターゼは2つのタンパク質ファミリーに分類される。最初のファミリー（GT3）は哺乳類と酵母に存在する約80 kDaのタンパク質で、UDP-グルコースを糖の供与体として利用し、リン酸化とリガンド結合によって調節される。2番目のファミリー（GT5）は細菌と植物に存在する約50 kDaのタンパク質で、ADP-グルコースを糖の供与体として利用し、調節を受けない。

## 機構
グリコーゲンシンターゼによる触媒の機構はよく解明されていないが、グリコーゲンホスホリラーゼとの触媒・基質結合部位の構造類似性から、同様の合成機構を有していることが示唆される。

## 機能
グリコーゲンシンターゼはウリジン二リン酸グルコース（UDP-Glc）のグルコシル（Glc）部分をグルコースに変換し、α(1→4)グリコシド結合を介してグリコーゲンへ取り込ませる。しかし、グリコーゲンシンターゼはグルコースの受容体としてオリゴ糖を必要とするため、グリコーゲン合成の新規の開始についてはグリコゲニンに依存している。
トランスジェニックマウスを用いた近年の研究によって、グリコーゲンシンターゼの過剰発現とホスファターゼの過剰発現は、どちらも過剰なグリコーゲンの貯蔵をもたらすことが示された。このことは、グリコーゲンシンターゼがグリコーゲン/グルコースレベルの調節に重要な生物学的役割を果たしており、脱リン酸化によって活性化されることを示唆している。

### アイソザイム
ヒトにはグリコーゲンシンターゼのパラロガスなアイソザイムが2つ存在する。
| アイソザイム        | 組織分布           | 遺伝子 |
| ------------------- | ------------------ | ------ |
| glycogen synthase 1 | 筋肉および他の組織 | GYS1   |
| glycogen synthase 2 | 肝臓               | GYS2   |

肝臓型の酵素（glycogen synthase 2）の発現は肝臓に限定されている一方、筋肉型の酵素（glycogen synthase 1）は広く発現している。肝臓のグリコーゲンは飢餓時に血中グルコースレベルを維持する貯蔵庫として機能する一方、消化されたグルコースの処理の最大90%が筋肉でのグリコーゲン合成によって占められる。筋肉のグリコーゲンは活動の爆発的増大時にエネルギーを供給するための備えとなっている。
筋肉型のアイソザイムは低酸素状態への長期適応のための細胞応答に主要な役割を果たす。低酸素状態は筋肉型のアイソザイムのみの発現を誘導し、肝臓型のアイソザイムの発現誘導は起こらない。しかし、筋肉型グリコーゲンシンターゼの活性化は細胞を保護するが、過剰なグリコーゲンの蓄積は虚血発作後の心臓や中枢神経系の傷害を引き起こす可能性がある。
| glycogen synthase 1 (muscle) | glycogen synthase 1 (muscle) |
| 識別子                       | 識別子                       |
| ---------------------------- | ---------------------------- |
| 略号                         | GYS1                         |
| Entrez                       | 2997                         |
| HUGO                         | 4706                         |
| OMIM                         | 138570                       |
| RefSeq                       | NM_002103                    |
| UniProt                      | P13807                       |
| 他のデータ                   |                              |
| EC番号 (KEGG)                | 2.4.1.11                     |
| 遺伝子座                     | Chr. 19 q13.3                |
| テンプレートを表示           |                              |

| glycogen synthase 2 (liver) | glycogen synthase 2 (liver) |
| 識別子                      | 識別子                      |
| --------------------------- | --------------------------- |
| 略号                        | GYS2                        |
| Entrez                      | 2998                        |
| HUGO                        | 4707                        |
| OMIM                        | 138571                      |
| RefSeq                      | NM_021957                   |
| UniProt                     | P54840                      |
| 他のデータ                  |                             |
| EC番号 (KEGG)               | 2.4.1.11                    |
| 遺伝子座                    | Chr. 12 p12.2-11.2          |
| テンプレートを表示          |                             |

## 調節
グリコーゲンシンターゼの反応は、グルコース-6-リン酸（活性化因子）のようなアロステリックエフェクターや、リン酸化反応（不活性化）によって高度に調節されている。グルコース-6-リン酸によるアロステリックな活性化は、グリコーゲンシンターゼがグルコース-6-リン酸のセンサーとして機能することを可能にしている。不活性化をもたらすリン酸化はグルカゴンによって開始される。グルカゴンは血中グルコースレベルに応答して膵臓から分泌される。
グリコーゲンシンターゼの制御は、グリコーゲンの代謝とグルコースの貯蔵を調節する重要なステップである。グリコーゲンシンターゼはGSK-3、AMPK、PKA、そしてCK2によって直接調節される。これらのプロテインキナーゼによるリン酸化によって、グリコーゲンシンターゼによる触媒は不活性状態となる。グリコーゲンシンターゼのリン酸化部位は下のようにまとめられる。  
| 名称    | リン酸化部位 | キナーゼ | 出典          |
| ------- | ------------ | -------- | ------------- |
| Site 1a |              | PKA      | [ 14 ] [ 15 ] |
| Site 1b |              | PKA      | [ 14 ] [ 15 ] |
| Site 2  | セリン 7     | AMPK     | [ 16 ] [ 17 ] |
| Site 2a | セリン 10    | CK2      |               |
| Site 3a | セリン 641   | GSK3     | [ 18 ]        |
| Site 3b | セリン645    | GSK3     | [ 18 ]        |
| Site 3c | セリン 649   | GSK3     | [ 18 ]        |
| Site 3d | セリン 653   | GSK3     | [ 18 ]        |
| Site 4  | セリン 727   |          |               |

GT3ファミリーの酵素に関し、これらの調節キナーゼはN末端の25残基、C末端の120残基の部分をリン酸化することでグリコーゲンシンターゼを不活性化する。また、グリコーゲンシンターゼはプロテインホスファターゼ1（PP1）によっても調節され、脱リン酸化によって活性化される。PP1はGM、GL、PTG、R6という4種類の標的化サブユニットによってグリコーゲンへと標的化される。これらの調節酵素はインスリンおよびグルカゴンシグナル伝達経路によって調節されている。

## 臨床的重要性
GYS1遺伝子の変異は糖原病0型と関係している。ヒトでは、グルコースの摂取と利用の緊密な制御の欠陥は、糖尿病や高血糖症とも関係している。2型糖尿病の患者は通常、インスリン刺激性のグリコーゲン合成ならびにグリコーゲン分解の抑圧が損なわれているため、グリコーゲンの貯蔵レベルは低下する。インスリンは、他の機構とともにグリコーゲンシンターゼキナーゼの阻害や、プロテインホスファターゼ1の活性化によってグリコーゲンシンターゼを刺激する。

### モデル生物
| 特徴                         | 表現型   |
| ---------------------------- | -------- |
| Homozygote viability         | Normal   |
| Fertility                    | Normal   |
| Body weight                  | Normal   |
| Anxiety                      | Normal   |
| Neurological assessment      | Normal   |
| Grip strength                | Normal   |
| Hot plate                    | Normal   |
| Dysmorphology                | Normal   |
| Indirect calorimetry         | Normal   |
| Glucose tolerance test       | Abnormal |
| Auditory brainstem response  | Normal   |
| DEXA                         | Normal   |
| Radiography                  | Normal   |
| Body temperature             | Normal   |
| Eye morphology               | Normal   |
| Clinical chemistry           | Abnormal |
| Plasma immunoglobulins       | Normal   |
| Haematology                  | Normal   |
| Peripheral blood lymphocytes | Normal   |
| Micronucleus test            | Normal   |
| Heart weight                 | Normal   |
| Skin Histopathology          | Normal   |
| Brain histopathology         | Normal   |
| Eye Histopathology           | Normal   |
| Salmonella infection         | Normal   |
| Citrobacter infection        | Normal   |
| 試験および分析はによるもの   |          |

GYS2の機能の研究ではモデル生物が利用されている。疾患の動物モデルを創出し、関心がある科学者へ配布するハイスループット突然変異プロジェクト、国際ノックアウトマウスコンソーシアムプログラムの一環として、ウェルカム・サンガー研究所でGys2tm1a(KOMP)Wtsiと呼ばれるコンディショナルノックアウトマウス系統が作り出された。オスとメスのマウスに対し規格化された表現型スクリーニングが行われ、Gys2の欠失の影響が決定された。26の試験が行われ、2つの有意な表現型が報告された。オス成体のホモ接合変異マウスがグルコース耐性の異常を示す一方、メスのマウスは血中グルコースレベルが有意に減少していることが臨床化学によって決定された。